# 韓國總統室
韓國總統室（：／ Daehanminguk Daetonglyeongsil ?），為大韓民國於總統尹錫悅執政期間的總統府，位於首爾龍山區梨泰院路22號。前身是韓國國防部的龍山大樓。龍山基地位在辦公室的旁邊。

## 歷史
青瓦臺自韓國恢復獨立後便一直用作總統府及官邸之用，但由於青瓦臺周邊一大片地方禁止外人進出，以及宮殿式的建築形態使其得到「九重宮闕」的外號，但亦被視為有違自由民主主義的帝皇式總統制象徵。因此自韓國於1987年民主化後，多任總統皆提出將總統府遷出青瓦臺的設想，但因各種原因最終未能實現。2022年，尹錫悅在總統選舉中承諾將建立組織結構和工作方式完全不同的「新概念總統辦公室」，當選後也表現出「空間支配意識」的概念，實現開放青瓦臺及搬遷總統辦公室的公約。
尹錫悅曾考慮如同文在寅過去提出的「光化門時代」公約一樣，在政府首尔厅舍設立總統辦公室，但由於警衛和保安弱點等問題，輾轉決定使用龍山國防部大樓的方案。由於尹錫悅堅決拒絕入主青瓦臺，因此曾與文在寅在圍繞批准辦公室搬遷預備費等問題有所爭論，但在尹錫悅強烈的堅持下，最終搬遷方案仍順利執行。2022年4月，文在寅會同國務會議批准遷移總統辦公室的360億韓元預備費。
2022年5月10日，尹錫悅在宣誓就任第20任韓國總統後，前往龍山總統辦公室開始工作。由於遷入時大樓尚未完成改造，因此他暫時使用位於5樓的輔助辦公室辦公，至翌月主辦公室完工為止。
2024年12月14日，在尹錫悅彈劾案通過後，尹錫悅停止總統職務，龍山總統室自此停止作為總統辦公室之用。其後韓悳洙、崔相穆及李周浩相繼代理總統職位，皆在三人原有位於政府首爾廳舍的辦公室辦公。
2025年6月4日，李在明當選新任韓國總統，同日正式就任，並宣布會將總統府回遷至青瓦臺，但在青瓦臺完成維修重新作為總統府之前會暫時留在龍山總統室辦公。6月10日，國務會議通過259億韓元作為遷移費用。6月12日，總統室標誌從龍山總統室的外觀，改成青瓦臺的外觀。

尹錫悅執政時期的標誌
尹錫悅執政時期的旗幟

## 命名
在宣布總統府遷移後，新政府在國民政策參與平台「國民想法箱」舉行總統府名稱徵集活動。《華爾街日報》報道，尹錫悅提議新總統辦公室命名為「國民之家」（국민의 집）。
總統室辦公室新名委員會其後選出五個候選名稱提交至公民平台調查意向，結果「梨泰院路22」以34%支持度排行首位，其後依次為「國民廳舍」（28%）、「國民之家」（15%）、「正道人間」（11%）及「民音廳舍」（10%）。然而，新名委員會在2022年6月中召開最終會議，經過近兩個小時的討論最終決定不倉促使用任何新名，維持現有「龍山總統室」的通稱。

## 建築
總統辦公室原為2003年落成的國防部大樓，樓高10層。兩間總統辦公室、秘書室、警衛處、首席秘書室及國家危機管理中心等總統府機關，分佈於大樓的各層辦公。此外，原本圍繞建築物外圍的高牆被拆除，並為了方便民眾窺看內部，設置僅2.4米高的圍欄圍繞大樓。
| 10樓    | 秘書室工作組、民官聯合委員會                       |
| 9樓     | 警衛處                                             |
| 8樓     | 秘書室工作組、民官聯合委員會                       |
| 7樓     | 秘書室工作組、民官聯合委員會                       |
| 6樓     | 秘書室                                             |
| 5樓     | 總統第二辦公室／第一夫人接見室                     |
| 4樓     | 秘書室工作組、民官聯合委員會                       |
| 3樓     | 保安室長室、首席秘書官室                           |
| 2樓     | 總統主辦公室、秘書室長室、國務會議室、講堂、接見室 |
| 1樓     | 記者會見場、記者室                                 |
| 地庫1樓 | 食堂、便利店                                       |
| 地庫2樓 | 國家危機管理中心                                   |
| 地庫3樓 | 國家危機管理中心                                   |

## 附屬設施

### 龍山公園
總統辦公室所在地前方為原駐韓美軍基地，在駐韓美軍將用地交還予韓國政府後，將用作建設面積達300萬平方米的龍山公園。尹錫悅以提前返還的美軍基地設施為開端，於2022年9月起臨時開放總統辦公室的前院，約佔50萬平方米。返還美軍基地的設施將變身為咖啡廳及展示、演出場所。另外，與總統辦公室直線距離250至300米的直升機坪將變成草坪廣場，尹錫悅計劃將草坪廣場用作與市民的溝通空間。

### 總統官邸
總統官邸為位於漢南洞的原外交部長公館，直線距離總統辦公室大樓3公里。

### 交通
- ●首都圈电铁4号线、●首尔地铁6号线：三角地站

## 開放性
為貫徹溝通和開放性，龍山總統辦公室將擺脫以往將總統與普通人隔斷的警衛方式，改為在公園入口和辦公室周圍啓動金屬探測系統、紅外線攝像機等的無人人工智能警衛系統，市民無需特別檢查就可以自由出入龍山公園。總統府會在公園內外安排便衣警衛員，不再設武裝警衛，讓市民在不產生牴觸情緒的情況下，安全地在辦公室周圍走動。